# Heraldică
Heraldica [lat. heraldus, fr. héraut - crainic] este știința auxiliară a istoriei care are drept scop stabilirea principiilor teoretice, cercetarea, interpretarea și evoluția stemelor unui stat, oraș, familie, corporație etc.
Utilizarea heraldicii, ca manifestare simbolică, este atestată încă din preistorie, evoluând odată cu societatea și ajungând în Evul Mediu la dezvoltarea sa maximă.
Heraldica are două componente principale: artă heraldică și știință heraldică.

## Începuturi
Până la punctul în care putem vorbi de un fenomen heraldic în adevăratul sens al cuvântului, cu un minim set de reglementări și propagat în mare parte a Europei Occidentale, avem trei faze principale:  faza de gestație (de la începutul secolului XI și până pe la 1120-1130); faza de apariție (cca 1120-1130/ cca 1160-1170); și faza de răspândire (cca 1170/ cca 1230).

## Smalțurile heraldice și reprezentarea lor monocromă
| METALE     |            |         |               |               |               |           |           |           |                 |                           |                           |
|            |            |         |               |               |               |           |           |           |                 |                           |                           |
| Aur        | Aur        | Aur     | Aur           | Aur           | Aur           | Argint    | Argint    | Argint    | Argint          | Argint                    | Argint                    |
| CULORI     |            |         |               |               |               |           |           |           |                 |                           |                           |
|            |            |         |               |               |               |           |           |           |                 |                           |                           |
| Roșu/Guleș | Roșu/Guleș | Azur    | Azur          | Negru         | Negru         | Verde     | Verde     | Purpură   | Purpură         | Portocaliu/Culoare Cărnii | Portocaliu/Culoare Cărnii |
| BLĂNURI    |            |         |               |               |               |           |           |           |                 |                           |                           |
|            |            |         |               |               |               |           |           |           |                 |                           |                           |
| Singiap    | Singiap    | Singiap | Contrasingiap | Contrasingiap | Contrasingiap | Hermelină | Hermelină | Hermelină | Contrahermelină | Contrahermelină           | Contrahermelină           |

## Partițiunile scutului
1 — scut despicat; 2 — scut tăiat; 3 — scut sfertuit (scartelat); 4 — scut tăiat în bandă; 5 — scut tăiat în bară; 6 — scut tăiat în curmeziș (încrucișat,decusat, în Crucea Sfântului Andrei); 7 — scut gironat; 8 — scut tripartit în pal; 9 — scut tripartit în fascie (în brâuri); 10 — scut tăiat în furcă; 11 — scut tăiat în furcă răsturnată; 12 — scut împărțit în șase părți; 13 — scut împărțit în nouă părți; 14 — scut tăiat în trei; 15 — scut împărțit în trei; 16 — scut peste tot (în inimă).

## Stema și blazonul
Blazonul este un ansamblu de elemente convenționale care constituie emblema unui stat, a unei provincii, a unui oraș, a unei familii nobile, a unei bresle etc. La origini, limba folosită pentru descrierea stemelor este limba vernaculară și nu latina, probabil din cauză că Biserica nu are vreo legătură cu apariția noilor embleme. Având ca primă funcție identificarea combatanților, ele sunt descrise în primul rând de către războinici și de crainicii de arme. Pe măsura răspândirii stemelor apare, treptat, un lexic specific acestui domeniu.
Stema constituie ansamblul semnelor distinctive și simbolice care alcătuiesc blazonul unei persoane, instituție sau stat exprimând atributele sale. O stemă este formată din scut, figuri heraldice și elemente exterioare ale scutului: cimierul, coroana, susținătorii, pavilionul, deviza.
Inițial nu a existat o diferențiere între știința și arta heraldică, ea producându-se ulterior, pe parcursul celor opt secole de la apariția heraldicii. Știința și arta blazonului erau termeni sinonimi, reprezentând aceeași noțiune și anume cunoașterea modalităților de alcătuire precum și explicarea și descrierea corectă a unei steme.
În heraldică se consideră că blazonul și stema sunt purtate de posesorul lor. Dextra este la dreapta purtătorului, iar senestra este la stânga lui, deci, descrierea se face de parcă scutul ar fi văzut din spate.

## Scutul
Scutul este elementul principal al stemei. Folosit inițial doar ca mijloc de apărare de către luptători, acesta devine, în timp, și un mijloc de recunoaștere pe câmpul de bătălie. 
În reprezentarea heraldică scutul poate fi de formă rotundă, ovală, pătrată, dreptunghiulară, rombică, triunghiulară, cu onduleuri. Începând cu secolul XVI, în heraldică s-au fixat o serie de scuturi considerate clasice: francez - dreptunghiular, ascuțit jos la mijloc, înălțimea lui reprezintă 9/8 din lățime; spaniol - de aceeași formă și aceleași dimensiuni, dar rotunjit jos; normand - triunghiular, cu laturi curbate ușor; italian - oval. În realitate, formele scuturilor au variat în funcție de fiecare regiune.

## Elemente exterioare scutului
În ansamblul unei steme, scutului îi urmează ca importanță timbrul. La cererea nobililor, în secolul XVI, se interzice, prin acte juridice, portul stemelor cu timbru de către oamenii de rând. Timbrul reunește următoarele elemente: coiful, coroana plasată peste acesta, creștetul și lambrechinii. 
Coiful (casca) atestă originea militară a heraldicii și este, în funcție de rangul persoanei, de aur sau de argint, deschis sau închis, cu grilaj sau fără și înfățișat în diferite poziții.
Coroana este plasată, de obicei, deasupra coifului și denotă rangul posesorului (împărat, duce, marchiz, conte, viconte, baron, cavaler). În stemele de stat este expresia suveranității și independenței.
Creștetul (cimierul) este așezat deasupra coifului și constituie elementul cel mai înalt dintr-o stemă. Acesta se compune din pene, coroane de animale, elemente himerice, figuri naturale, capete de om, gulere, blănuri.
Lambrechinii sunt fâșii de stofă fixate sus, în spatele coifului, care cad pe flancurile scutului. 
Sprijinitorii sunt elementele ce susțin scutul din părțile laterale și se împart în trei categorii: tenanți, suporți și susținători. Tenanții sunt figurile în formă umană (inclusiv mitologice). Animalele naturale sau himerice sunt denumite suporți. Stemele clericilor și ale femeilor nu dispun de tenanți sau suporți. Susținătorii reprezintă plantele și obiectele.
Deviza este un text succint, poziționat sub scut, ce exprimă lapidar angajamente, concepții, obiective, îndemnuri eroice.
Pavilionul (mantoul) este elementul exterior al scutului ce protejează toate elementele heraldice.